# Ōita
Ōita (大分市, Ōita-shi) est une ville située à Kyūshū au Japon, capitale de la préfecture d'Ōita.

## Géographie

### Situation
Ōita est située dans le nord-est de l'île de Kyūshū, au bord de la mer intérieure de Seto.

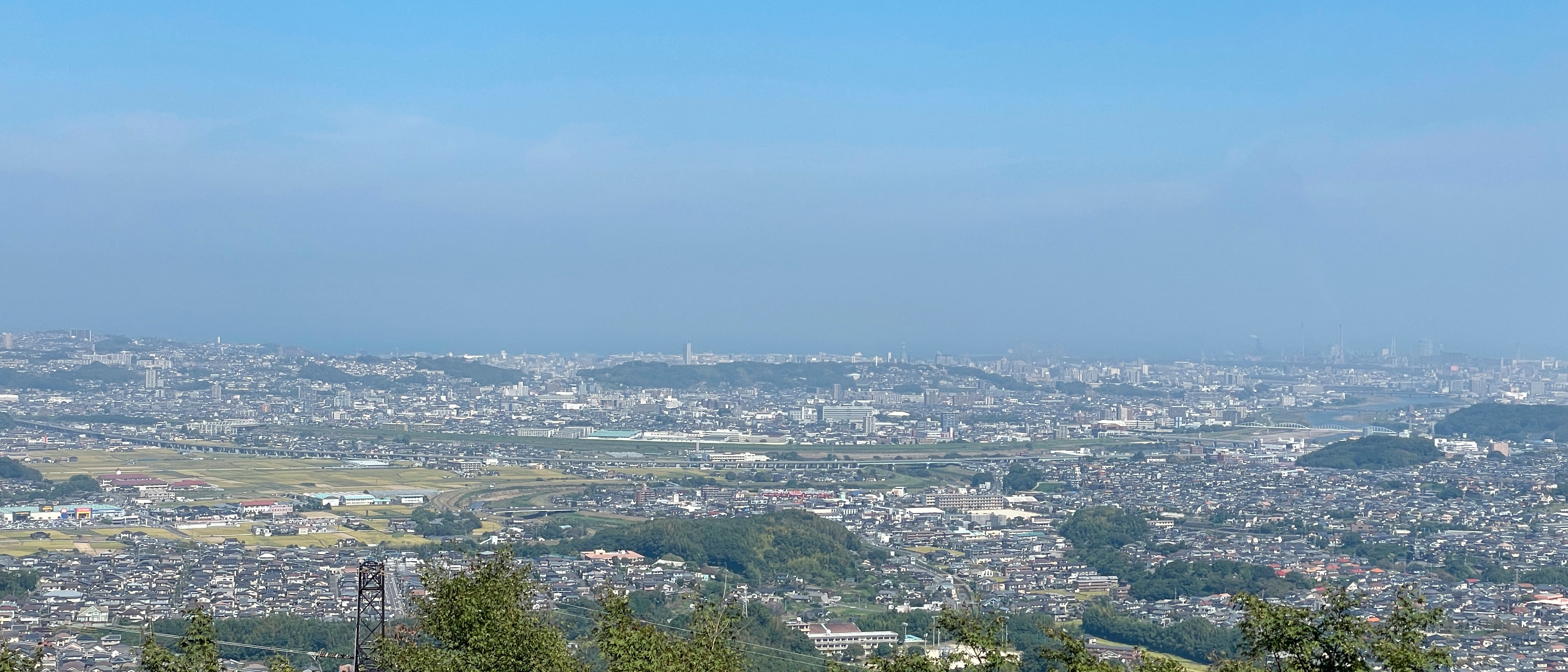
Vue panoramique de la ville depuis le mont Ryozen.

### Municipalités limitrophes
| Beppu  | mer intérieure de Seto | mer intérieure de Seto |
| Yufu   | Ōita                   | mer intérieure de Seto |
| Taketa | Bungo-ōno              | Usuki                  |

### Démographie
En septembre 2023, la population de la ville d'Ōita était de 475 085 habitants répartis sur une superficie de 502,38 km2.

### Climat
Ōita a un climat subtropical humide avec des étés chauds et des hivers frais. Les précipitations sont importantes tout au long de l'année, mais plus faibles en hiver.
| Mois                                             | jan.      | fév.      | mars      | avril     | mai       | juin      | jui.      | août      | sep.      | oct.      | nov.    | déc.      | année     |
| ------------------------------------------------ | --------- | --------- | --------- | --------- | --------- | --------- | --------- | --------- | --------- | --------- | ------- | --------- | --------- |
| Température minimale moyenne (°C)                | 2,6       | 3         | 5,9       | 10,3      | 15        | 19,3      | 23,5      | 24,3      | 20,9      | 15,2      | 9,5     | 4,6       | 12,8      |
| Température moyenne (°C)                         | 6,5       | 7,2       | 10,2      | 14,8      | 19,3      | 22,6      | 26,8      | 27,7      | 24,2      | 19,1      | 13,8    | 8,7       | 16,8      |
| Température maximale moyenne (°C)                | 10,7      | 11,5      | 14,6      | 19,7      | 24,1      | 26,5      | 30,9      | 32,2      | 28,2      | 23,3      | 18,1    | 13        | 21,1      |
| Record de froid (°C) date du record              | −7,3 1923 | −7,8 1918 | −5,2 1910 | −2,1 1916 | 1,7 1940  | 7,2 1922  | 14 1910   | 14,1 1913 | 8,8 1965  | 2 1958    | −2 1910 | −6,1 1917 | −7,8 1918 |
| Record de chaleur (°C) date du record            | 24,6 1916 | 25,5 2004 | 29,3 2010 | 31,2 1983 | 32,7 2007 | 35,3 2011 | 37,8 2013 | 37,6 2008 | 36,5 2010 | 32,8 1999 | 28 2015 | 25 2018   | 37,8 2013 |
| Ensoleillement (h)                               | 149,4     | 149,1     | 175       | 190,1     | 194,6     | 135,7     | 180,8     | 202,8     | 151,5     | 164,2     | 148,2   | 151,2     | 1 992,4   |
| Précipitations (mm)                              | 49,8      | 64,1      | 99,2      | 119,7     | 133,6     | 313,6     | 261,3     | 165,7     | 255,2     | 144,8     | 72,9    | 47,1      | 1 727     |
| dont neige (cm)                                  | 0         | 0         | 0         | 0         | 0         | 0         | 0         | 0         | 0         | 0         | 0       | 0         | 1         |
| Nombre de jours avec précipitations              | 4,8       | 6,8       | 9         | 8,7       | 8,6       | 13        | 11        | 9,2       | 10,2      | 6,5       | 5,8     | 4,7       | 98,4      |
| dont nombre de jours avec précipitations ≥ 10 mm | 1,5       | 2,3       | 3,7       | 3,8       | 4         | 7,4       | 5,8       | 4,1       | 5,7       | 3,1       | 2,4     | 1,5       | 45,4      |
| Humidité relative (%)                            | 62        | 63        | 65        | 65        | 68        | 77        | 77        | 75        | 74        | 70        | 69      | 64        | 69        |
| Nombre de jours avec neige                       | 0,2       | 0,1       | 0         | 0         | 0         | 0         | 0         | 0         | 0         | 0         | 0       | 0         | 0,3       |

| Diagramme climatique                                  |           |             |               |             |               |               |               |               |               |             |           |
| J                                                     | F         | M           | A             | M           | J             | J             | A             | S             | O             | N           | D         |
| 10,72,649,8                                           | 11,5364,1 | 14,65,999,2 | 19,710,3119,7 | 24,115133,6 | 26,519,3313,6 | 30,923,5261,3 | 32,224,3165,7 | 28,220,9255,2 | 23,315,2144,8 | 18,19,572,9 | 134,647,1 |
| Moyennes : • Temp. maxi et mini °C • Précipitation mm |           |             |               |             |               |               |               |               |               |             |           |

## Histoire
La ville d'Ōita et les villes côtières voisines telles Usuki sont marquées par la culture portugaise. Au XVe siècle, des navires portugais débarquèrent au Japon par cette voie. Les plaques d'égout de la ville portent d'ailleurs une gravure de galion.
Le 16 juillet 1945, la ville subit un bombardement des B-29 de l'USAF.
Ōita est désignée ville noyau le 1er avril 1997.

## Culture locale et patrimoine
- Vestiges du château de Funai.

## Éducation
- Université d'Ōita.
- L'université de Beppu possède un campus dans la ville.
- Collège universitaire préfectoral des arts et de la culture d'Ōita.

## Transports
La ville est desservie par les routes :
- 国道10号 (route nationale 10) ;
- 国道57号 (route nationale 57) ;
- 国道197号 (route nationale 197) ;
- 国道210号 (route nationale 210) ;
- 国道217号 (route nationale 217) ;
- 国道442号 (route nationale 442).

La gare d'Ōita est la principale gare de la ville. Elle est desservie par les lignes Nippō, Kyūdai et Hōhi de la JR Kyushu.
La ville possède aussi un aéroport (code AITA : OIT) et un port.

## Jumelage
- Austin (États-Unis) depuis 1990
- Aveiro (Portugal)
- Wuhan (Chine)

## Personnalités liées à la ville
- Luis de Almeida (1525-1583), missionnaire jésuite portugais, chirurgien et fondateur du premier hôpital à Ōita (1556)
- Aritsune Mizuno, poète latin contemporain, né à Ōita en 1928
- Arata Isozaki (1931-2022), architecte japonais.
- Hiroshi Kiyotake, né en 1989 à Ōita, footballeur international japonais